# Lycus lecontei
Lycus lecontei es una especie de escarabajo de alas de red perteneciente a la familia Lycidae. Lycus lecontei es parte del género Lycus y de la familia de los escarabajos de alas rojas. Se encuentra distribuido en América del Norte y Central de donde es endémico. Recibe su nombre del entomólogo y estudioso de escarabajos del siglo XIX, John Eatton Le Conte. Es una especie que muestra mimetismo.